# Onalcidion
Onalcidion is een kevergeslacht uit de familie van de boktorren (Cerambycidae). De wetenschappelijke naam van het geslacht werd voor het eerst geldig gepubliceerd in 1864 door Thomson.

## Soorten
Onalcidion omvat de volgende soorten:
- Onalcidion fibrosum Monné & Martins, 1976
- Onalcidion obscurum Gilmour, 1957
- Onalcidion pictulum (White, 1855)
- Onalcidion tavakiliani Audureau, 2013